# Acacia fumosa
Acacia fumosa är en ärtväxtart som beskrevs av Mats Thulin. Acacia fumosa ingår i släktet akacior, och familjen ärtväxter. Inga underarter finns listade i Catalogue of Life.